# Lithogravure
 (juillet 2019).
Si vous disposez d'ouvrages ou d'articles de référence ou si vous connaissez des sites web de qualité traitant du thème abordé ici, merci de compléter l'article en donnant les références utiles à sa vérifiabilité et en les liant à la section « Notes et références ».

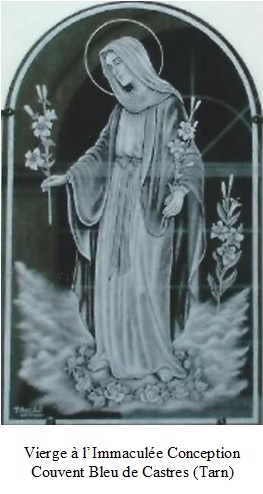
Vierge aux lys en gravure sur granit, Couvent Bleu de Castres, mars 2005.

La lithogravure, étymologiquement, désigne l'art et la technique de « graver » dans la « pierre », autrement dit de dessiner en creusant des traits au moyen d'un outil de taille (burin, ciseau, etc.).

## Étymologie et usage du mot
« Lithogravure » est un mot composé qui signifie « creuser avec un outil (graver) dans la pierre (du grec λίθος : lithos) ».
Compte tenu de son imprécision, et principalement de la confusion fréquente avec lithographie, il est préférable d’employer des termes plus précis en fonction de ses différents usages : gravure lapidaire, pétroglyphe pour l’aspect artistique ; photolithographie pour la micro-électronique.

## Art
Cet art a été employé massivement dans l'Antiquité, notamment dans l'Égypte ancienne (comme pour la pierre de Rosette), et au Moyen Âge. Il continue à être pratiqué pour des applications spécifiques (marbrerie, art funéraire, décoration d'intérieur).
Par ailleurs, la lithogravure a été utilisée dans l'art de l'estampe pour imprimer à plusieurs exemplaires d'un même dessin, des œuvres gravées en relief et en miroir, à l'instar de la gravure sur bois (impression en relief), et parfois de la gravure sur cuivre (impression en creux). Des imprimeurs jusqu'au XIXe siècle procédaient à des impressions à partir d'ardoises gravées. Toutefois, cette technique d'application difficile (variable selon la nature de la pierre employée) n'a pas connu de véritable généralisation.

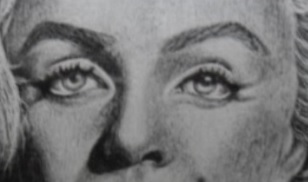
Détail d'un portrait en gravure sur granite noir fin

Dans la lithogravure, les traits sont verticaux, contrairement à la gravure sur métal — voir ci-contre le détail d'un portrait gravé. sur granite noir fin. 
En revanche, elle est à l'origine de l'invention de la lithographie, procédé d'impression « planographique » (ou « à plat ») totalement différent, puisqu'il ne fait pas intervenir le relief (il n'y a pas de « gravure » à proprement parler dans la lithographie). C'est en essayant de trouver un substitut économique à la gravure sur cuivre qu'Aloys Senefelder découvrit fortuitement le principe de la lithographie. Il ne faut donc pas parler de « lithogravure » pour une « lithographie ».

## Micro-électronique
Dans le domaine de la micro-électronique et des microsystèmes, la lithogravure (en anglais, photolithography, microlithography) désigne la technique permettant de structurer des couches minces de matériaux afin de créer des transistors, pistes et autres composants. Elle est généralement basée sur l'insolation de fines couches de résines organiques par de la lumière (on parle alors de lithogravure optique), des rayons X ou par un faisceau d'électrons (lithogravure électronique), puis sur leur révélation dans des solvants.